# だめよめにっき
『だめよめにっき』は、私屋カヲルによる日本の4コマ漫画作品。双葉社『まんがタウンオリジナル』2004年12月号より不定期掲載されていたが、同誌廃刊後、人気が出たこともあり掲載誌を『まんがタウン』に移して、2006年10月号から2010年7月号まで毎号カラーで連載されていた。

## 概要
ヨメとオットのアツアツ結婚生活の物語である。なお、「だめよめ」とは家事等ができないということではなく、人間としてちょっと「だめ」なんじゃないかというくらい夫を熱愛している、ということを意味する。

## 登場人物
設定はすべて単行本、連載より。
ヨメ
主人公。年齢は20歳。名前の設定は無いが一部の持ち物に「YOME」という署名があることから「ヨメ」という名前なのかも知れない。小柄で幼児体型なこともあって、ときに近所の奥さん方に子供と間違われる。マンションの最上階の住人。手間やコストを省く装置やヒット商品の考案など並外れた発想や発明をすることもある。オットの会社のコンピューターに侵入する程のハッカーでもあるがオットのコンピューターの壁紙を自分の写真に変更しただけで会社には損害を与えるクラッカーではない。イエス・ノー枕所有で、更に手製の「イエス・イエス枕カバー」も作ってある。趣味はHなチラシ収集と人の耳掃除で、手先が器用な事もありテディベアを自分で作る事もあるが、「手作り系は作るのが楽しいんであって、完成品はジャマ」とのこと。マンションの屋上をぶどう棚等で庭園緑化している。押入れでは椎茸栽培。扉絵やオチなどでは顔立ちがリアルで大人っぽく描かれている。初期はほとんど喋らなかったが、連載を重ねるにつれて割と喋るようになった。
オット
ヨメの夫。年齢は不明。やはり名前の設定は無いが一部の持ち物に「OTTO」という署名があることから同様に「オット」という名前の可能性もあり。サラリーマンで、第三者から見ると平々凡々たる男性。頭頂部が僅かに薄毛になりつつある。ビールを愛飲しており、風呂上りによく飲んでいる。最近太り気味で生活習慣病予備軍。
第1子
最終回で誕生。ヨメの顔立ち、オットの眉の形と髪の色をしている。名前の設定が無い上に性別も不明。
ツマコ
ヨメ家の真下の305号室に住むヨメ・オット夫婦のご近所さん。年齢は26歳。眼鏡を掛けており、ヨメ同様にリアルに描かれる場合もある。当初はモブキャラでヨメを子供だと思い「幼児虐待」と勘違いしていたが、現在では誤解も解け友人関係になりレギュラー化。一見普通の主婦だが、料理や掃除が苦手な上、自分勝手で現金な性格が目立つ。
ダンナ
ツマコの夫。年齢は不明。ツマコと同様に眼鏡使用者。

## 逸話
- 連載開始号からいきなり『クレヨンしんちゃん』と並び表紙を飾る。これは、『まんがタウン』誌の歴史からすると、きわめて異例のことである（通常、同誌の表紙は『クレヨンしんちゃん』を大きく描き、回りに小さく他のキャラクターを配置することが多い）。
- 基本的にカラー掲載だがたまに2色カラー掲載となる事がある。また、月刊誌としては異例の休載となった事も何度かあった。

## 単行本
双葉社〈アクションコミックス〉 全2巻
1. 『だめよめにっき』ISBN 978-4-575-94148-7
2. 『もっと だめよめにっき』ISBN 978-4-575-94295-8